# Ерл Ворен
Ерл Ворен (енгл. Earl Warren, Лос Анђелес, САД, 19. март 1891 — Вашингтон, САД, 9. јул 1974) је био амерички политичар, правник и 14. председник Врховног суда САД. Ворен је такође био гувернер Калифорније у три мандата, а пре тога је био државни тужилац Калифорније.
Ворен је најпознатији по серији пресуда Вореновог суда које су, између осталог, драматично прошириле индивидуална права, окончале сегрегацију у школама, укинуле школску молитву, успоставиле принцип „један човек, један глас“ и прошириле права оптужених у кривичном поступку. Најпознатији судски предмети из тог периода су: Браун против Одбора за образовање Топике, Лавинг против Вирџиније, Миранда против Аризоне, Гидеон против Вејнврајта и Рејнолдс против Симса.
Ворен је такође био на челу Воренове комисије, чији је задатак био да истражи убиство председника Џона Кенедија.